# Capnia californica
Capnia californica är en bäcksländeart som beskrevs av Peter Walter Claassen 1924. Capnia californica ingår i släktet Capnia och familjen småbäcksländor. Inga underarter finns listade i Catalogue of Life.